# Johann Christian von Arnim
Johann (Hans) Christian von Arnim (* 1640; † 18. Januar 1695) war ein kurfürstlich-sächsischer Kammerherr, Rat und Hofrichter in Wittenberg sowie Rittergutsbesitzer und war der Stammvater der Linie Walda seiner Adelsfamilie.

## Leben
Johann Christian von Arnim entstammte dem Hauptstamm Zichow des weitverbreiteten Uckermärker Adelsgeschlechts der von Arnim. Er wurde als ältester Sohn des kursächsischen Kammerherrn, Geheim- und Kriegsrats sowie Generalleutnants Wolff Christoph von Arnim und der Katharina Dorothea von Hoym geboren. Der spätere Kammerherr Johann Georg von Arnim war sein Bruder.
Gemeinsam mit seinen beiden jüngeren Brüdern Johann Georg und Wolf Christoph von Arnim tauschte er auf Bitten von Kurfürst Johann Georg III. von Sachsen am 11. März 1689 das ererbte väterliche Rittergut Pretzsch (Elbe) gegen das Rittergut Walda bei Großenhain und weitere zwei Kammergüter ein. Bereits damals wurde festgelegt, dass Johann Christian von Arnim Walda erhalten sollte. Er nahm in Walda mit seiner Familie seinen Wohnsitz. Aus den Jahren 1683 bis 1693 ist bekannt, dass er ein Tagebuch geführt hat.
Am Schloss Planitz, das sein jüngerer Bruder Johann Georg von Arnim 1689 erhalten hatte, war er mitbelehnt.
Er war zweimal verheiratet. Zunächst heiratete er Dorothea Elisabeth geborene von Meusbach, die jedoch bereits am 5. Februar 1670 starb, ohne ihm Kinder zu hinterlassen. So heiratete er in zweiter Ehe im Mai 1673 Elisabeth Charlotte geborene Freiin von Kanne. Aus dieser Ehe gingen zwei Söhne und eine Tochter hervor, die noch minderjährig waren, als ihr Vater 1695 starb.